# Deja que les diga que no!
Deja que les diga que no! es el título del quinto álbum de estudio de Rosendo Mercado en su etapa en solitario. Fue publicado en 1991 por el sello DRO, siendo el sexto en total de la banda.

## Antecedentes
Se trata del primer disco de Rosendo con la discográfica DRO, que compró Twins, con la que grabó sus dos discos anteriores. La producción fue compartida con Eugenio Muñoz, quien empezó a colaborar asiduamente con él.

## Listado de canciones
| Deja que les diga que no! |                             |                 |          |  |
| N.º                       | Título                      | Escritor(es)    | Duración |  |
| 1.                        | «Deja que les diga que no!» | Rosendo Mercado | 3:55     |  |
| 2.                        | «Puede que...»              | Rosendo Mercado | 5:07     |  |
| 3.                        | «Salud y buenos alimentos»  | Rosendo Mercado | 2:53     |  |
| 4.                        | «Unos golpes de cincel»     | Rosendo Mercado | 3:06     |  |
| 5.                        | «Mala vida»                 | Rosendo Mercado | 3:52     |  |
| 6.                        | «Borrachuzos»               | Rosendo Mercado | 2:40     |  |
| 7.                        | «Pagando residencia»        | Rosendo Mercado | 3:24     |  |
| 8.                        | «Bacilo, vacila!»           | Rosendo Mercado | 4:32     |  |
| 9.                        | «Tierra de nadie»           | Rosendo Mercado | 4:36     |  |
| 10.                       | «Go home»                   | Rosendo Mercado | 4:02     |  |

## Músicos
- Rosendo Mercado: Guitarra y voz
- Miguel Jiménez: Batería y coros
- Rafa J. Vegas: Bajo y coros
- Gustavo di Nobile: Teclados y coros
- Luis Ronaldo Martín: Solo de guitarra en Go home